# 大石慎三郎
大石 慎三郎（おおいし しんざぶろう、1923年9月6日 - 2004年5月10日）は、日本の歴史学者。専門は近世日本史。学習院大学名誉教授。
近世農村史の研究から歴史研究に入り、その後享保の改革を生涯の研究テーマとした。また、江戸時代が舞台となったNHK大河ドラマの時代考証を数多く担当した。

## 略歴
愛媛県温泉郡正岡村（現松山市）出身で、1949年東京大学文学部国史学科を卒業。東京大学より文学博士の学位を取得。
文部省史料館（現国文学研究資料館）､ 高崎短期大学、神奈川大学を経て、1963年学習院大学経済学部教授となり、1975年から1984年まで学習院大学史料館長を兼ね、1983年から1987年まで学習院大学経済学部学部長を2期務めた。1994年3月の定年まで務め、同年4月学習院大学名誉教授となった。
1981年から徳川林政史研究所長を兼ね、1998年まで務めた。
1994年より愛媛県歴史文化博物館の初代館長（非常勤）となり没するまで務めた。
1999年、勲三等瑞宝章受章。
2004年東京都府中市の病院で肺炎のため死去。

## 著書
- 『封建的土地所有の解体過程』 御茶の水書房、1958年
- 『享保改革の経済政策』 御茶の水書房、1961年
- 『近世村落の構造と家制度』 御茶の水書房、1968年
- 『庶民の擡頭　日本歴史全集12』 講談社、1969年
  - 改題『徳川吉宗と江戸の改革』 講談社学術文庫、1995年
- 『元禄時代』 岩波新書、1970年、単行判1993年
- 『大岡越前守忠相』 岩波新書、1974年、新版2014年
- 『幕藩制の転換 日本の歴史20』 小学館、1975年
- 『日本近世社会の市場構造』 岩波書店、1975年
- 『江戸時代』 中公新書、1977年
- 『江戸転換期の群像』 東京新聞出版局、1982年
  - 改題『徳川吉宗とその時代』 中公文庫、1989年
- 『虚言申すまじく候　江戸中期の行財政改革』 筑摩書房、1983年
- 『天明三年浅間大噴火』 角川選書、1986年
  - 改題『天明の浅間山大噴火　日本のポンペイ・鎌原村発掘』 講談社学術文庫、2023年
- 『田沼意次の時代』 岩波書店、1991年、岩波現代文庫、2001年、講談社学術文庫、2025年
田沼の賄賂政治家ぶりを語るものとして通説化していた逸話の数々を否定した。
- 『大江戸史話』 中公文庫、1992年
- 『吉宗と享保改革』 日本経済新聞出版社、1994年
- 『将軍と側用人の政治』 新書・江戸時代1：講談社現代新書、1995年
- 『漂流日本の羅針盤』 東京新聞出版局、1996年
- 『享保改革の商業政策』 吉川弘文館、1998年
- 『江戸の奇跡　富と治世と活力と』 ダイヤモンド社、1999年

### 編著
- 『近世農政史料集　江戸幕府法令』上下 児玉幸多と（吉川弘文館、1966-68年）
- 大石久敬『地方凡例録』上下（校訂、近藤出版社、1969年／東京堂出版、1995年）
- 『地方文化の日本史6　江戸と地方文化（一）』（文一総合出版、1977年）、全10巻
- 『日本史小百科　農村』（近藤出版社、1980年）
- 『徳川吉宗のすべて』安藤精一と（新人物往来社、1995年）
- 『近世日本の文化と社会』（雄山閣、1995年）

### 共著
- 『米が金・銀を走らせる 江戸史講義』津本陽と（朝日出版社、1985年）
- 『身分差別社会の真実』斎藤洋一と（新書・江戸時代2：講談社現代新書、1995年）
- 『貧農史観を見直す』佐藤常雄と（新書・江戸時代3：同新書、1995年）
- 『鎖国＝ゆるやかな情報革命』市村佑一と（新書・江戸時代4：同新書、1995年）
- 『流通列島の誕生』林玲子と（新書・江戸時代5：同新書、1995年）

### 監修
- 『中学社会 新しい歴史教科書』2001年4月検定合格版（扶桑社）
- 『中学社会 改訂版 新しい歴史教科書』2005年4月検定合格版（扶桑社）